# Abel Kouvouama
 (décembre 2015).
Si vous disposez d'ouvrages ou d'articles de référence ou si vous connaissez des sites web de qualité traitant du thème abordé ici, merci de compléter l'article en donnant les références utiles à sa vérifiabilité et en les liant à la section « Notes et références ».
Abel Kouvouama, né le 4 août 1950 à Bossangoa (Oubangui-Chari, (actuellement Centrafrique)) , est un anthropologue français, professeur d'anthropologie sociale à l'Université de Pau et des Pays de l'Adour. Il s’intéresse aux questions de production singulières de la modernité dans les sociétés contemporaines d’Afrique centrale, qu’il s’agisse du champ politique, du champ religieux ou des champs littéraires et économiques.

## Carrière
Titulaire d’un Doctorat en anthropologie sociale (Paris V - 1979), d’un Doctorat en philosophie sociale et prospective politique (Paris IV - 1982), et d’un Doctorat d’Etat-ès-lettres et sciences humaines (Paris V - 2000) Abel Kouvouama a d’abord été, de 1983 à fin 1999, enseignant-chercheur, (assistant, puis Maître-assistant), de philosophie politique et d'anthropologie sociale et culturelle à la Faculté des Lettres et des Sciences Humaines de l'Université Marien Ngouabi à Brazzaville (Congo). Au cours de cette période,  il a été professeur et chercheur invité  dans les universités africaines (Dakar, 1995; Bénin, 1995 ; dans les universités françaises (Toulouse le Mirail 1995, Ecole des hautes études en sciences sociales, (1997 et 1997), Paris XIII, 1998) et les Centres de recherche (Fondation Maison des Sciences de l'Homme de Paris, 1986, 1996, l'Institut de recherche en développement (ex-Office de recherche scientifique et technique d’Outre-mer), 1992, 1997, le Centre national de la recherche scientifique  et le Centre d'études africaines,1998.  Ensuite, il a été de 1999 à 2002 maître de conférences associé au Collège de France auprès de Pierre Bourdieu qui fut son mentor (Centre de Sociologie Européenne), et  à l'Université de Picardie Jules Verne.

## Domaine de recherche
Les recherches d’Abel Kouvouama qui couvrent les domaines de la philosophie sociale, de la prospective politique et de l’anthropologie sociale et culturelle, explorent les principaux thèmes de recherche suivants : anthropologie, modernité, politique, religion et développement ; messianisme, mythe et idéologie ; anthropologie, littérature et imaginaire ; philosophie, anthropologie et formation des subjectivités en Afrique centrale ; Identités, discours et les politiques mémorielles et les modalités de sortie de crises en Afrique centrale ; anthropologie historique des pratiques et des savoirs ; la formation des élites africaines dans les pays de l’ex-bloc soviétique.

## Ses travaux sur les productions africaines de la modernité
Spécialiste de l’analyse des productions religieuses, politiques, économiques et culturelles de la modernité notamment dans les sociétés d’Afrique centrale, Abel Kouvouama cherche à comprendre de quelle manière s’appréhende dans ces productions africaines des modernités, la question du rapport individu/communauté à travers la formation des subjectivités, interroge le rapport entre les solidarités verticales et horizontales, dans lesquelles se déclinent des manières d’agir selon les différents « régimes d’historicité ».

## Distinctions et participations
Abel Kouvouama est cofondateur en 1987 de la Société congolaise de Philosophie (SOPHIA), du Groupe de Recherche sur l’imaginaire (GRILAN) du Laboratoire d’histoire et d’anthropologie de l’Université de Brazzaville. Il est également cofondateur en 1996 de la collection GERMOD (Groupe de recherche sur la modernité) des Editions Paari ; en 2000 du groupe de coordination du Réseau international des Acteurs émergents (actuellement Réseau interdisciplinaire Afrique monde) de l’Association PausES qui depuis 2003 se consacre à Pau et dans les Pyrénées-Atlantiques, à la diffusion de la pensée du sociologue Pierre Bourdieu.
Depuis septembre 2002 à ce jour, Abel Kouvouama est professeur titulaire des universités (section 20) à l’Université de Pau et des Pays de l’Adour (UPPA) et chercheur au Laboratoire « Identités, Territoires, Expressions Mobilités », ITEM, EA 3002. Il est depuis 1982, membre de l’Association internationale des sociologues de langue française (AISLF) et coresponsable du Comité de recherche 37 « Afrique en mutation » ; membre depuis 2002 du comité scientifique des Cahiers de la Recherche sur l'Education et les Savoirs, revue internationale des sciences sociales, de la Fondation de la Maison des Sciences de l’Homme de  Paris ; expert scientifique depuis 2012 pour les évaluations des projets de recherche du Fonds National de la Recherche Scientifique (FNRS) en Belgique. 
Abel Kouvouama a reçu les distinctions suivantes : membre de l’Association française des anthropologues (AFA, 1979- 2009) ; de l’Association des chercheurs de politique africaine (1997-2012) ; membre élu du Conseil de la recherche (2004-2008), du Conseil d’Administration de l’Université de Pau et des Pays de l’Adour (2012-2016); et directeur élu de l’Unité de Formation et de Recherche des Lettres, Langues, Sciences Humaines et Sport (sept.2012- 31 décembre 2017). 
Il a été promu en juillet 2013, Chevalier des Palmes académiques par le gouvernement français de la République et promu en juillet 2019, Officier des Palmes académiques par le gouvernement français de la République.

### Monographies, éditions critiques, traductions
KOUVOUAMA Abel, Essai sur Jean-Jacques Rousseau. Projet de Constitution pour la Corse (1765). Pau, Presses universitaires de Pau et des Pays de l’Adour, 2021,
KOUVOUAMA Abel, Philosophie, Utopie et politique chez Morelly. À propos du Code de la nature de la nature (1755), Pau, Presses universitaires de Pau et des Pays de l’Adour, 2020.
KOUVOUAMA Abel, (Re)lire les écrits de Pierre Bourdieu :  pour une démarche socio-anthropologique critique et créatrice, Pau, Presses universitaires de Pau et des Pays de l’Adour, 2019.
KOUVOUAMA Abel, Littérature et inférences anthropologiques, Paris, Ed. Paari, 2019.
KOUVOUAMA Abel, Une histoire du messianisme. Un monde renversé, Paris, Karthala, 2018
KOUVOUAMA Abel, L’anthropologie dans un monde en mouvement. Le lointain et le proche, Paris, Ed. Paari, 2015.

### Direction et coordination d'ouvrages scientifiques / édition scientifique
GASTAUD Philippe, MARGNES, Eric, KOUVOUAMA Abel, (dir.), Sport, EPS et émancipation, Pau, Presses de l’Université de Pau et des Pays de l’Adour, 2022. 
BIDOUZE Frédéric, KOUVOUAMA Abel, (dir.), Temporalités biographiques Rupture, événement et sens. Pau, Presses de l’Université de Pau et des Pays de l’Adour, 2022.
CORLAN-IOAN Simona, DUPUY Lionel, KOUVOUAMA Abel, LUNG Ecaterina,(dir.), Voyages réels, voyages imaginaires : perspectives interdisciplinaires, Bucarest, Presses universitaires de Bucarest, 2021.
OUEDRAOGO Jean-Bernard, HAZARD Benoit, KOUVOUAMA Abel (dir.), Les zones critiques d’une anthropologie du contemporain, Hommage à Jean Copans, Stuttgart, Ibidem, 2021.
KOUVOUAMA Abel, ZIAVOULA Robert, YENGO Patrice (dir.), A l'ombre de la ligne de fuite, une alternative de possibles, Paris, Ed. Paari, 2020.
KOUVOUAMA Abel, CUNCHINABE Dominique, ZIAVOULA Robert (dir.), La nature à l’épreuve de la société. L’Adour en Pays Grenadois, Pau, Presses de l’Université de Pau et des Pays de l’Adour, 2019.
KOUVOUAMA Abel, PRIGNITZ Gisèle, MAUPEU Hervé (dir.), Sorcellerie, Pouvoirs, Ecrits et Représentations, Pau, Presses de l’Université de Pau et des Pays de l’Adour, 2019.
KOUVOUAMA Abel, ZIAVOULA Robert, YENGO Patrice (dir.), Les territoires du sacré, Images, discours, pratiques, Paris, Karthala, 2016.
KOUVOUAMA Abel et al, Sociétés en mutation dans l’Afrique contemporaine. Dynamiques locales, dynamiques globales, Paris, Karthala, 2014.

### Chapitres d’ouvrage
KOUVOUAMA Abel, Exigences éthiques et « sens pratique » du métier d’enseignant-chercheur en philosophie et en anthropologie : retours d’expérience, in Alfred Romuald Gambou, Stéphanie Péraud-Puigségur, Laurent Gankama et Jean-François Dupeyron (dir.),  L’éthique et les enjeux de la formation professionnelle : éducation et santé,  Paris, L’Harmattan, 2023, pp. 216-217.
KOUVOUAMA Abel, « Sortir des élections ou des élections pour sortir des crises en Afrique centrale ? Esquisse de quelques figures du politique », in, Ibou Diallo, Ibrahima Thioub, Alfred Inis Ndiaye et Ndiouga Benga (dir.), Comprendre le Sénégal et l’Afrique d’aujourd’hui. Mélanges offerts à Momar-Coumba Diop Paris, Karthala et Dakar, Crepos, 2023, pp. 213-228.
KOUVOUAMA Abel, Afrique centrale. Le patriotisme et ses expériences dans les sociétés, in Axel Augé (dir.) Patriotismes et société. Dynamiques et permanences d’un fait social.Editions L’Amarque, 2023, pp. 181-193.
KOUVOUAMA Abel, État, pratiques d’acteurs et recompositions politiques en Afrique centrale: l’exemple du Congo-Brazzaville, In Adrian Netedu (coordinateur), Ştiinţele sociale între angajament şi distanţare In honorem Mihai Dinu Gheorghiu, Editura Universităţii, Al. I. Cuza”, 2023, pp.526-541.
KOUVOUAMA Abel, Chimpa Vita ou le destin historique d’une femme prophétesse au xviiie siècle dans le royaume Kongo, in BIDOUZE Frédéric, KOUVOUAMA Abel, (dir.), Temporalités biographiques, Pau, Presses de l’Université de Pau et des Pays de l’Adour, 2022, pp. 167-188.
KOUVOUAMA Abel, La chanson congolaise de variétés et le bar-dancing comme terrain d’observation socio-anthropologique, in Kakpo Mahougnon, Nouwligbeto Fernand (dir.), Ecritures, sociétés et imaginaire, Cotonou, Les Editions des Diasporas, 2021, pp.45-63.
KOUVOUAMA Abel, Quels modes d’expérimentation des solidarités face au coronavirus Covid-19 ? in Moukouta Simplice Charlemagne (dir.), La pandémie de la Covid-19. Comment concevoir et soigner avec les incertitudes ? Pau, Presses de l’Université de Pau et des Pays de l’Adour, 2021, pp.49-60.
KOUVOUAMA Abel, Introduction à l’ouvrage in, KOUVOUAMA Abel, CORLAN-IOAN orlan-Ioan Simona et BIDOUZE Frédéric (dir.), Les sciences sociales et humaines face aux écritures de soi. Epistémè et production comparée des savoirs France-Roumanie, Pau, Presses de l’Université de Pau et des Pays de l’Adour, 2021, pp.13-17. 
KOUVOUAMA Abel, De Bossangoa à Pau : trajectoires intellectuelles, cumul des identités et trajets urbains in, KOUVOUAMA Abel, CORLAN-IOAN et BIDOUZE Frédéric (dir.), Les sciences sociales et humaines face aux écritures de soi. Epistémè et production comparée des savoirs France-Roumanie, Pau, Presses de l’Université de Pau et des Pays de l’Adour, 2021, pp.166-183.
KOUVOUAMA Abel, Texte d’introduction, Les vicissitudes du monde contemporain en mouvement » in, OUEDRAOGO Jean-Bernard, HAZARD Benoit, KOUVOUAMA Abel (dir.), Les zones critiques d’une anthropologie du contemporain, Hommage à Jean Copans, Stuttgart, Ibidem, 2021, pp. 21-23.
KOUVOUAMA Abel, L’anthropologue à l’épreuve des terrains. Entre engagement et réflexivité in, OUEDRAOGO Jean-Bernard, HAZARD Benoit, KOUVOUAMA Abel (dir.), Les zones critiques d’une anthropologie du contemporain, Hommage à Jean Copans, Stuttgart, Ibidem, 2021, pp. 415-432.
KOUVOUAMA Abel, Texte d’introduction à l’ouvrage, in CORLAN-IOAN Simona, DUPUY Lionel, KOUVOUAMA Abel, LUNG Ecaterina,(dir.), Voyages réels, voyages imaginaires : perspectives interdisciplinaires, Bucarest, Presses universitaires de Bucarest, 2021,  pp. 14-19.
KOUVOUAMA Abel, Imaginaire et voyage dans la chanson congolaise de variétés, in CORLAN-IOAN Simona, DUPUY Lionel, KOUVOUAMA Abel, LUNG Ecaterina,(dir.), Voyages réels, voyages imaginaires : perspectives interdisciplinaires, Bucarest, Presses universitaires de Bucarest, 2021, pp. 381-392.
KOUVOUAMA Abel, Les figures narratives et descriptives de l’utopie : entre nature et communauté/société, in Diogène n°273-274, janvier-juin 2021, Revue internationale des sciences humaines, Paris, Puf, 2021, pp.53-63.
KOUVOUAMA Abel, "Le clos et l’ouvert comme catégorie d’analyse et comme catégorie de pratique et de représentations" in, KOUVOUAMA Abel, ZIAVOULA Robert, YENGO Patrice (dir.), A l'ombre de la ligne de fuite, une alternative de possibles, Paris, Ed. Paari, 2020, pp.9-13.
KOUVOUAMA Abel, "Les acteurs de la rue, entre le clos et l’ouvert, ombre/ligne de fuite : le carnaval Biarnès dans la ville de Pau" in, KOUVOUAMA Abel, ZIAVOULA Robert, YENGO Patrice (dir.), A l'ombre de la ligne de fuite, une alternative de possibles, Paris, Ed. Paari, 2020, pp.125-136.
KOUVOUAMA Abel, "Le trajet anthropologique de « l’ici » et de « l’ailleurs » dans les représentations franco-brésiliennes", in PUYO Jean-Yves, VIANA-MARTIN Eden, DUPUY Lionel (dir.), Dialogues France-Brésil : représentations de l’ailleurs. Espaces, imaginaires, représentations, Pau, Presses Universitaires de Pau, 2019. 
KOUVOUAMA Abel, "Imaginaire et société dans la chanson et la musique congolaise de variétés : les nouveaux visages de l’Afrique", in CORLAN-IOAN Simona (éd.), Les nouveaux visages de l’Afrique, Bucarest, Editions Université de Bucarest, 2019, pp. 213-231. 
KOUVOUAMA Abel, "Pour une anthropologie des territoires", in, KOUVOUAMA Abel, CUNCHINABE Dominique, ZIAVOULA Robert (dir.), La nature à l’épreuve de la société. L’Adour en Pays Grenadois, Pau, Presses de l’Université de Pau et des Pays de l’Adour, 2019, pp. 11-28.
KOUVOUAMA Abel, "La sorcellerie en question ? Entre discours, langage, représentations et pratiques", in KOUVOUAMA Abel, PRIGNITZ Gisèle, MAUPEU Hervé (dir.), Sorcellerie, Pouvoirs, Ecrits et Représentations, Pau, 2019, Presses de l’Université de Pau et des Pays de l’Adour, pp.11-22.
KOUVOUAMA Abel, O trajeto antropológico ‘do aqui e do algures’ nas representações franco-brasileiras  in,  José Luis Jobim; Maria Elizabeth Chaves de Mello; Eden Viana Martin; Neima Kermele, Dialogos frança-Brasil. Circulacoes, représentacoes, imaginarios, Makunaima, pp.170-188, 2019, 978-85-65130-28-8.
KOUVOUAMA Abel, "Les politiques de la dignité comme politique de civilisation", in Revue Présence Africaine N° 193, Les politiques de la dignité, Paris, Présence Africaine, 2017, pp. 235-251.
KOUVOUAMA Abel, "Offres de soins et dynamiques interculturelles en contexte migratoire : regard anthropologique", in Charlemagne Simplice MOUKOUTA (dir.), Soins et migrations, Paris, L’Harmattan, 2016,  pp. 37-63.
KOUVOUAMA Abel, "Sacré religieux, sacré politique dans les sociétés d’Afrique centrale", in ZiAVOULA Robert
KOUVOUAMA Abel, YENGO Patrice (dir.), "Les territoires du sacré. Images, discours pratiques", Paris, Karthala, 2016, pp. 20-53.
KOUVOUAMA Abel, "Introduction au livre", Les territoires du sacré. Images, discours pratiques, Paris, Karthala, 2016, pp. 5-15.
KOUVOUAMA Abel, "Trajectoires intellectuelles et/ou politiques des élites philosophiques congolaises formées en URSS et en RDA", in M. de Saint Martin, G. Scarfo Ghellab et K. Mellakh, Etudier à l’Est. Expériences de diplômés africains, (préface de J-P Dozon), Paris, Karthala, pp. 263-273.
KOUVOUAMA Abel, "Guerre civile et construction de l’autochtonie dans la société congolaise", in Maurice Daumas (Ed.), L’autochtonie. Figures et perspectives, Pau, Presses de l’Université de Pau et des Pays de l’Adour, pp.165-173.
KOUVOUAMA Abel, Introduction à l’ouvrage "Sociologie des mutations, mutations des sociétés", in A. Kouvouama, R. Tchicaya-Oboa, J-P. Missié, (dir), Sociétés en mutation dans l’Afrique contemporaine. Dynamiques locales, dynamiques globales, Paris, Karthala, 2014,  pp.17-19.
KOUVOUAMA Abel, "Les figures du religieux dans la chanson congolaise de variétés", in R. Tchicaya-Oboa, A. Kouvouama, et J-P. Missié, Sociétés en mutation dans l’Afrique contemporaine. Dynamiques locales, dynamiques globales, Paris, Karthala, 2014, pp. 443-455.